# Цефотаксим
Цефотаксим — лекарственное средство, полусинтетический антибиотик группы цефалоспоринов III поколения, широкого спектра действия, для парентерального введения, используемый для лечения ряда бактериальных инфекций. В частности, он используется для лечения инфекций суставов, воспалительных заболеваний органов малого таза, менингита, пневмонии, инфекций мочевыводящих путей, сепсиса, гонореи и целлюлита.  Его вводят путем инъекции в вену или мышцу.
Общие побочные эффекты включают тошноту, аллергические реакции и воспаление в месте инъекции. Другой побочный эффект может включать диарею Clostridium difficile. Не рекомендуется людям, у которых ранее была анафилаксия на пенициллин. Это относительно безопасно для использования во время беременности и кормления грудью. Он принадлежит к семейству цефалоспоринов третьего поколения и воздействует на клеточную стенку бактерий.
Цефотаксим был открыт в 1976 году и начал использоваться в коммерческих целях в 1980 году. Он включен в Список основных лекарственных средств Всемирной организации здравоохранения. Он доступен в качестве универсального лекарства.

## Фармакологическое действие
Препарат эффективен в отношении многих грамположительных и обладает высокой активностью к грамотрицательным бактериям. Влияет бактерицидно на штаммы бактерий, стойких к пенициллину, аминогликозидам, сульфаниламидам. Механизм антимикробного действия Цефотаксима связан с угнетением активности фермента транспептидазы блокадой пептидогликана, нарушением образования мукопептида клеточной стенки микроорганизмов. Препарат устойчив относительно четырёх из пяти бета-лактамаз грамотрицательных бактерий и пенициллиназы стафилококков. Активен по отношению к Staphylococcus aureus, в том числе производящим пенициллиназу, Staphylococcus epidermidis, некоторым штаммам Enterococcus spp., Streptococcus pneumoniae (особенно Diplococcus pneumoniae), Streptococcus pyogenes (бета-гемолитическим стрептококкам группы A), Streptococcus agalactiae (стрептококкам группы В), Bacillus subtilis, Bacillus myroides, Corinebacterium diphtheriae, Erysipelothrix insidiosa, Eubacterium, Enterobacter aerogenes, Enterobacter cloacae, Escherichia coli, Acinetobacter spp., Haemophilus influenzae, в том числе ампициллинорезистентных штаммов, Haemophilus parainfluenzae, Klebsiella oxytoca, Klebsiella pneumoniae, Morganellamorganii, Neisseria meningitidis, Neisseria gonorrhoeae, в том числе штаммам, которые продуцируют пенициллиназу, Propionibacterium, Proteus mirabilis, Proteus vulgaris, Proteus inconstans, Serratia spp., Viellonella, Yersinia, Bordetella pertussis, Moraxella, Aeromonas hydrophilia, Fusobacterium, Bacteroides spp., Clostrridium species, Peptosteptococcus species, Peptococus spp. Непостоянно влияет на некоторые штаммы Pseudomonas aeruginosa, Acinetobactery, Helicobacter pylori, Bacteroidesfragtlis, Clostridiun diffcile. Может действовать на мультирезистентные штаммы, которые устойчивы к пенициллиназе, цефалоспоринам первых поколений, аминогликозидам. Препарат менее активен по отношению к грамотрицательным коккам, нежели цефалоспорины первого и второго поколений.

## Фармакокинетика
Максимальная концентрация в крови (11 и 21 мкг/мл) после внутримышечного введения в дозах 0,5 г и 1 г соответственно наблюдается через 30 минут после инъекции. Через 5 минут после внутривенного введения 0,5 г, 1 или 2 г максимальная концентрация в крови составляет соответственно 24, 39, 100 мкг/мл. В крови препарат на 25-40 % связывается с белками. Бактерицидная концентрация в крови сохраняется более 12 часов. Препарат хорошо проникает в ткани (создает эффективную концентрацию в миокарде, костной ткани, желчном пузыре, коже, мягких тканях), жидкости организма (определяется в эффективных концентрациях в спинномозговой, перикардиальной, плевральной, перитонеальной, синовиальной жидкостях), проходит через плаценту, проникает в грудное молоко. Цефотаксим выводится в значительном количестве с мочой (90 %) (в неизмененном виде около 60-70 % и в виде активных метаболитов около 20-30 %, из них 15-20 % являются основным метаболитом — дезацетилцефотаксимом, который обладает противомикробной активностью). Период полувыведения при внутривенном введении — 1 час, при внутримышечном — 1-1,5 час. При повторных внутривенных введениях в дозе 1 г каждые 6 часов на протяжении 14 суток кумуляция не наблюдается. У новорожденных период полувыведения составляет 0,75-1,5 часа, у недоношенных — до 6,4 часа, у пациентов старше 80 лет — 2,5 часа, при почечной недостаточности период полувыведения не превышает 2,5 часа. Препарат частично экскретируется с желчью, а также с грудным молоком.

## Показания к применению
Цефотаксим назначают при инфекциях, вызванных чувствительными к нему микроорганизмами: инфекциях нижних отделов дыхательных (бронхиты, пневмонии, плевриты, абсцессы) и мочевыводящих путей; почек; инфекциях уха, носа, горла (ангины, отиты, за исключением энтерококковых); при септицемии; эндокардите; инфекциях костей и мягких тканей, брюшной полости; при гинекологических инфекционных заболеваниях (неосложненная гонорея); бактериальном менингите (за исключением листериозного); болезни Лайма, а также для профилактики послеоперационных инфекций и осложнений.

## Способ применения
Цефотаксим назначают внутримышечно и внутривенно, струйно и капельно. Для внутримышечных инъекций растворяют 0,5 г (1 г) Цефотаксима в растворе лидокаина и вводят глубоко в ягодичную мышцу.
Для внутривенного введения сначала растворяют 0,5 г (1 г) Цефотаксима в 2 мл (4 мл) стерильной воды для инъекций, доводят растворителем до 10 мл и вводят медленно, в течение 3-5 минут. Для капельного введения в вену (в течение 50-60 минут) растворяют 2 г препарата в 100 мл изотонического раствора натрия хлорида или 5 % раствора глюкозы. Разовая доза Цефотаксима для взрослых — 1 г, через каждые 12 часов, в тяжелых случаях дозу увеличивают до 2,0 г, через каждые 12 часов или увеличивают количество инъекций до 3-4 раз в сутки, доводя общую суточную дозу до максимальной — 4 г. При почечной недостаточности дозу уменьшают в 2 раза.
При острой гонорее препарат вводят разово, внутримышечно, в дозе 0,5-1 г. Для профилактики инфекционных осложнений перед или во время вводного наркоза вводят 0,5-1 г, при необходимости инъекцию повторяют через 6-12 часов.

## Побочные действия
После введения Цефотаксима могут появиться аллергические реакции (высыпания, гиперемия, мультиформная экссудативная эритема, лихорадка, эозинофилия, анафилактические реакции, в редких случаях — анафилактический шок), со стороны пищеварительного канала возможны тошнота, рвота, диарея, боль в животе, дисбактериоз, суперинфекция, редко — псевдомембранозный колит. Изменяются показатели, в том числе биохимические, периферической крови (нейтропения, транзиторная лейкопения, тромбоцитопения, гемолитическая анемия, аритмия (при быстром струйном введении), головная боль, обратимая энцефалопатия, в месте введения — боль, воспаление тканей, флебит.

## Противопоказания
Повышенная чувствительность к какому-либо антибиотику цефалоспоринового ряда и к пенициллину; кровотечение; неспецефический язвенный колит в анамнезе; беременность. Необходимо придерживаться осторожности при назначении препарата больным с нарушениями функции почек и печени.

## Беременность
В период беременности и кормления грудью применяют только по строгим показаниям.

## Взаимодействие с другими лекарственными средствами
При одновременном применении Цефотаксима и аминогликозидов, «петлевых» диуретиков наблюдается повышение нефротоксичности. При одновременном введении с антиагрегантами, в том числе с нестероидными противовоспалительными средствами, увеличивается риск кровотечения. Пробенецид замедляет экскрецию, повышает концентрацию в плазме и период полувыведения. Цефотаксим нельзя вводить в одном шприце с другими препаратами в связи с возможностью взаимодействия.

## Передозировка
Передозировка может вызывать аллергические реакции, дисбактериоз, энцефалопатию.
Лечение: десенсибилизирующие препараты, симптоматические средства.

## Форма выпуска
Порошок для приготовления раствора для инъекций во флаконах по 0,5, 1,0 или 2,0 г.

## Условия хранения
Хранить в сухом, защищенном от света и недоступном для детей месте, при температуре не выше 25 °C. Срок годности — 2 года.
Условия отпуска из аптек — по рецепту.

## Дополнительно
С осторожностью назначают Цефотаксим больным аллергией, в том числе на лекарства. При лечении в период лактации необходимо прекратить кормление. Одновременный прием Цефотаксима с нефротоксическими препаратами требует контроля функции почек; при применении препарата больше 10 дней необходим контроль периферической крови. Лицам преклонного возраста и ослабленным больным необходимо назначать препараты витамина K (профилактика гипокоагуляции). При установлении симптома псевдомембранозного колита прием Цефотаксима отменяют. Детям до 2,5 лет препарат вводят внутривенно. Доза Цефотаксима для младенцев и детей младшего возраста составляет 50-100 мг/кг массы тела в день, разделенная на отдельные приемы, с интервалами от 12 до 6 часов. Для недоношенных детей суточная доза не должна превышать 50 мг/кг массы тела.